# 昂东维尔
昂东维尔（法語：Andonville，法語發音：[ɑ̃dɔ̃vil]）是法国卢瓦雷省的一个市镇，位于该省北部偏西，属于皮蒂维耶区。

## 地理
昂东维尔（48°16'13"N, 2°1'52"E）面积11.94 平方千米，位于法国中央-卢瓦尔河谷大区卢瓦雷省，该省份为法国中北部省份，北起埃松省，西北接厄尔-卢瓦省，西南接卢瓦-谢尔省，南至涅夫勒省和谢尔省，东临约讷省，东北接塞纳-马恩省。
与昂东维尔接壤的市镇（或旧市镇、城区）包括：莫内尔维尔、瑞讷河畔欧特吕、布瓦索、埃尔瑟维尔、昂热维尔。

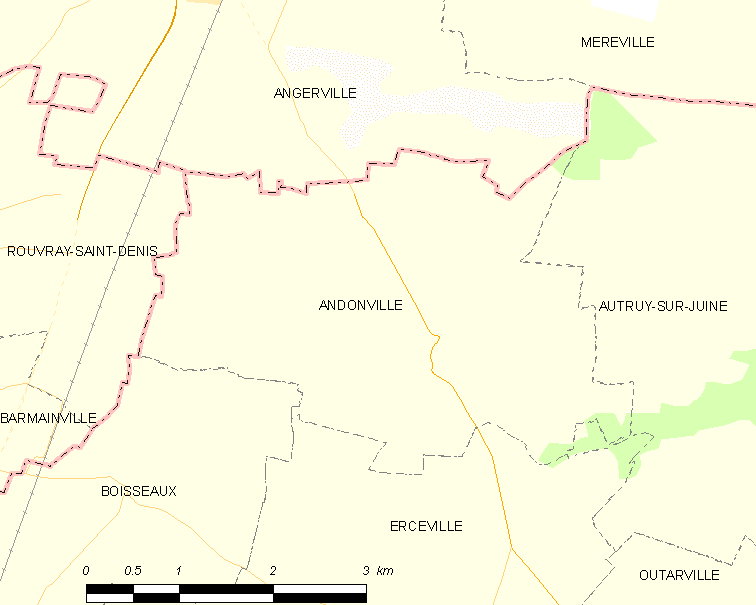
昂东维尔的OSM定位图

昂东维尔的时区为UTC+01:00、UTC+02:00（夏令时）。

## 行政
昂东维尔的邮政编码为45480，INSEE市镇编码为45005。

## 政治
昂东维尔所属的省级选区为皮蒂维耶县。

## 人口

1962-2008年间昂东维尔人口变化图示

昂东维尔于2022年1月1日时的人口数量为252人。